# Јарослав Шлехта
Јарослав Шлехта (чеш. Jaroslav Šlechta)( 14. март 1898 — 25. октобар 1989. Праг) је био чешки конструктор авиона и авијатичар, главни конструктор одељења фабрике авиона Прага у Височану - Праг. Био је први пројектант хеликоптера у Чехословачкој.

## Биографија
Инжењер Јарослав Шлехта је рођен у Прагу 14. марта 1898. године. У родном месту је завршио основну и средњу школу након које завршава и технички факултет где је стекао звање машинског инжењера. После 1918, био је члан аеро клуба који је деловао при Прашком изложбеном центру и ту је заражен ваздухопловством.

### Радна биографија
Инжењер Јарослав Шлехта је ваздухопловну каријеру започео је у Aвио Арсеналу у Прагу 1920. године, одакле је после годину дана прешао у компанију Авиа, а затим у ЧКД-Прага, пратећи своје старије колеге Павел Бенеша и Мирослав Хајна. У Праги је уз вођство Бенеша и Хајна створио успешне типове једрилица. Када су они напустили ЧКД-Прага инж. Ј. Шлехта је постао главни конструктор. Тамо и тада су, на пример, под његовим руководством настали: ловац Е-45, веома елегантни спортски авиони Прага Е.114 Аир Баби и Е.117, школски E-241, транспортни Е.210 и извиђачки и лаки бомбардери типа Е.51.
Након окупације Чехословачке, која је почела 1939, Шлехта је од 1942. до 1943. године био запослен у фабрици авиона у Халеу, где је учествовао у производњи немачких хеликоптера Фоке-Ахгелис Фа 223. У то време је почео да ради на пројекту хеликоптера по имену Прага I Експ.
По ослобођењу враћа се у Чехословачку и наставља даље са радом на пројектима који су због рата прекинути. У то време ради на пројектима авиона Е-112, Е-55, Е-211 као и на хеликоптерима XE-I и XE-II. Пројековањем ваздухоплова инж. Ј.Шлехта се бави до 1965. године кад одлази у пензију.
Јарослав Шлехта је преминуо 25. октобра 1989. године у 91. години живота.

#### Конструкције авиона
- Прага E-40 (1937.)  - школски, једномоторни, двосед, двокрилац, прототип 3 ком.
- Прага E-45 (1934.)  - ловачки, једномоторни, једносед, двокрилац, прототип 1 ком.
- Прага E-51 (1938.)  - вишенаменски, двомоторни, вишесед, моноплан, двотрупац, прототип 1 ком.
- Прага E-55 (1949.)  - вишенаменски, једномоторни, тросед, моноплан, прототип 1 ком.
- Прага E-112 (1947.)  - школско-спортски, једномоторни, двосед, моноплан, нискокрилац, прототип 3 ком.
- Прага E-114 (1934.)  - спортско-туристички, једномоторни, двосед, висококрилац, серијска проиводња 200 ком.
- Прага E-115;E-117;E-214; (1937;36.)  - спортско-туристички, једномоторни, двосед, висококрилац, прототип 3 ком.
- Прага E-210 (1937.)  - путнички, двомоторни, вишесед, моноплан, висококрилац, прототип 3 ком.
- Прага E-211 (1947.)  - путнички, двомоторни, вишесед, моноплан, висококрилац, прототип 2 ком.
- Прага E-241 (1936.)  - школски, једномоторни, двосед, двокрилац, серијска проиводња 95 ком.

#### Конструкције хеликоптера
- Прага XE-I (1947.)  - хеликоптер са два ротора (пројект)[1].
- Прага XE-II (1950.)  - хеликоптер са једним ротором[2][3].